# Birra Korça
Birra Korça er et bryggeriselskab, grundlagt i Korçë, Albanien i 1928. Selskabet er siden 2004 et datterselskab af IHB-gruppen. Birra Korça er den tredje største ølproducent i Albanien.

## Historie
Birra Korça er den første øl der bryggedes i Albanien. Bryggeriet blev etableret i byen Korçë i 1928. Det blev grundlagt af en italiensk investor, Umberto Umberti, samt den lokale investor Selim Mboria. Den oprindelige kapital til selskabet lød på 950.000 franc. Produktionskapaciteten var på 20.000 Hl per år. Bryggeriet producerede Blonde Ale øl, "Kristal" mineralvand, og is. Efter slutningen af 2. verdenskrig, og med etableringen af det kommunistiske regime i Albanien den 11. januar 1946 overgik bryggeriet som ejendom til den albanske stat, i henhold til datidens love. Flere rekonstruktioner og renoveringen blev gennemført i årene 1955, 1957 og 1965, og produktionen blev gradvist øget. I april 1994 blev forandringerne i det politiske klima, samt økonomisk nedgang, politiske og social uro, efterfulgt af liberalisering af markedet, i Albanien solgt på auktion og købt af en gruppe forretningsmænd. I 2004 blev bryggeriet købt af forretningsmanden og præsident for Birra Korça LLC, Irfan Hysenbelliu. Kort tid efter blev der investeret 15 millioner euro for at renovere og forny fabrikken. Siden har bryggeriet gennemgået en gennemgribende teknologisk og arkitektonisk rekonstruktion. Det oprindelige design er bevaret ved at tilføje nye elementer i samme stil. Ved hjælp af den nyeste tjekkiske og italienske teknologi, overgår det årlige salg af 120.000 hektoliter ti gange det oprindelige bryggeri. Vandet til bryggeriet kommer fra naturlige kilder i Morava-fjeldet. Birra Korça afholder en årlig ølfest i august måned, som er den største af sin art i regionen.

## Mærker
Øl under mærket Korça inkluderer: Blonde Ale, europæisk type pilsner 4,8-5% abv og Dark Ale en 5-5,2% abv Euro dark lager (dunkel). Birra Korça sælges i flasker af 0,5 og 0.33 liter, samt i fustager af 30 og 50 liter.